# 萬寶路
萬寶路是目前世界上最暢銷的香煙品牌，由奧馳亞集團以及菲利普莫里斯國際製造。品牌名称“万宝路”起源于英国，最后在美国独立注册。自1972年来，该品牌就是全球最畅销的烟草品牌。2011年起，台灣菲利普莫里斯分公司同意將旗下最大品牌萬寶路紅等（Marlboro）菸品委由台灣菸酒公司代工。中国大陆地区的万宝路则由龙岩烟草公司代工。
萬寶路的名稱，源自其倫敦香煙廠位處的大萬寶路街（Great Marlborough Street）。1902年，當時總部設在美国的菲利浦莫理斯在紐約開設分公司，並銷售包括萬寶路在內的品牌。1924年，萬寶路被宣傳為女性的香煙，宣傳口號為「Mild As May」。
第二次世界大戰期間品牌暫時停止供應市場。在戰爭結束時，另外3隻品牌包括駱駝、Lucky Strike及騎士德（原名領先）佔據整個市場。
1950年代，讀者文摘刊登多篇文章指出吸煙與肺癌有關，多間香煙廠開始推出有濾咀的香煙，有濾咀的萬寶路在1955年推出。
萬寶路在香港的代理權原為何英傑的香港煙草有限公司所有，1996年由菲利浦莫理斯購回。後者目前為全香港最大煙草商，市場佔有率逾50%。但近年顯疲倦趨勢並開始走下坡，由其主要競爭對手英美煙草及日本煙草國際追回市場佔有率 。

## 種類
（以香港政府化驗所從2022年1月至12月所收集的樣本測定,公布之每支焦油（mg）和尼古丁（mg）含量逆排計）

## 廣告宣傳

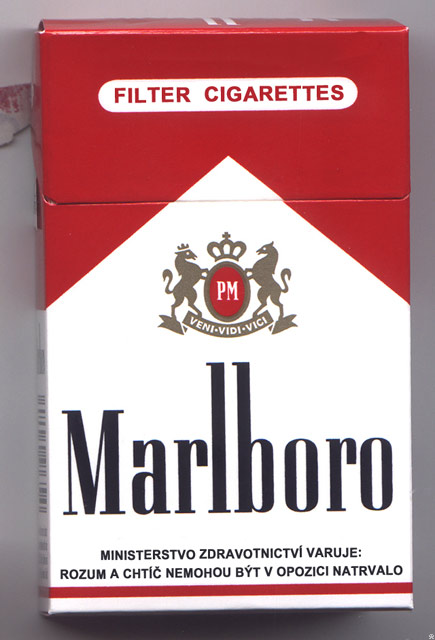
萬寶路（紅色）香煙

1930年代，萬寶路被宣傳為女性的香煙，宣傳口號為"Mild As May"。
1960年代初，為萬寶路製作廣告的李奥贝纳創造了萬寶路郊野（Marlboro Country），並塑造出一個西部牛仔名為「The Marlboro Man」，以加強男性化形象，萬寶路隨即大受歡迎，銷量在宣傳計劃推出8個月內上升高達5000%，也成功的讓男性使用濾嘴菸（在吸菸導致肺癌開始獲得認同的1950年代，濾嘴菸被錯誤的視為較安全的菸，但男性擔心吸濾嘴菸會被視為娘娘腔）。
諷刺的是，這些「Marlboro man」到最後多死於吸菸相關疾病，萬寶路香菸（尤其是萬寶路紅色）因此得到了cowboy killers（牛仔殺手）的綽號；初代Marlboro man高壽90、但他在拍廣告外都不吸煙、而且教導子女不要吸煙、也因為身教重於言教而辭去Marlboro man的工作。
而後濾嘴菸也不被認為傷害較低：濾嘴並無法減少吸菸的危害，反而會降低吸菸的嗆辣味、增加吸菸率。
1980年代，萬寶路曾拍攝多個令人印象深刻的電視廣告，包括西部牛仔及中國故宮等名勝主題，但隨著世界各國禁止在電視播出香煙廣告，這些廣告已成為歷史。
萬寶路一直大力贊助賽車，包括一級方程式賽車，曾長期贊助麥拿侖車隊，近年則轉為贊助法拉利車隊。1990年代開始，各國相繼禁止香煙廣告，萬寶路的紅白標誌漸漸在賽車場上淡出。

### Mission Winnow
直至2019年後，萬寶路母公司菲利普莫里斯國際才開始以「Mission Winnow」的名義規避歐盟以及世界各地的菸草廣告法規，並重新贊助以及推廣賽車運動，其中包括一級方程式賽車的法拉利車隊與MotoGP的杜卡迪車隊，但此種規避法規的廣告贊助方式也在國際上造成不小爭議，因此法拉利與杜卡迪在不少比賽仍會將該廣告商給遮蔽，比如法拉利車隊於2019年澳洲大獎賽開賽前臨時將車身上的Mission Winnow撤除；隨着菲利普莫里斯國際於2022年開始正式停止冠名贊助賽車運動，因此法拉利車隊及杜卡迪車隊的車身上不會出現「Mission Winnow」的廣告宣傳。
2022年4月，菲利普莫里斯國際旗下的「Mission Winnow」重新以合作伙伴的名義贊助法拉利車隊，但不會在其車身上出現其廣告宣傳。
2023年賽季，菲利普莫里斯正式停止以Mission Winnow的名義贊助法拉利車隊，改為直接以菲利浦莫里斯國際的名義贊助。